# 奥村又十郎
奥村 又十郎（おくむら またじゅうろう、1911年（明治44年）4月3日 - 1976年（昭和51年）11月22日）は、日本の水産業関係者、政治家。衆議院議員。旧名・又一郎。

## 経歴
福井県出身。1930年、福井県立敦賀商業学校を卒業。北西郷村会議員を務める。
1946年4月、第22回衆議院議員総選挙で福井県選挙区から出馬して当選。1947年4月の23回総選挙では福井県全県区から日本社会党所属で出馬したが落選。1949年1月の24回総選挙では民主党から出馬して当選。以後、25回、27回、第28回総選挙で当選し、衆議院議員を通算五期務めた。この間、衆議院大蔵委員長、第2次岸内閣の大蔵政務次官などを歴任。
その他、福井県定置網漁業協同組合長、福井県遺族連合会長、福井県漁港協会長、若狭菊酒造取締役などを務めた。